# Deutsche Sprintmeisterschaften 2010
Die 14. Deutschen Sprintmeisterschaften im Rudern wurden am 9. und 10. Oktober 2010 auf der Ruhr in Essen-Kettwig ausgetragen.
Wie im Vorjahr wurden in insgesamt elf Bootsklassen Medaillen vergeben, davon sechs bei den Männern, vier bei den Frauen und eine in der Mixed-Klasse. Die Rennen wurden über eine Distanz von 350 Metern ausgetragen.
Wie bereits 2006 wurden auch diesmal die Finalläufe im Flutlicht nach Sonnenuntergang ausgetragen.

## Medaillengewinner

### Männer
| Bootsklasse            | Gold | Silber | Bronze |
| ---------------------- | --- | --- | --- |
| Einer                  | Niklas Kell (RC Hamm von 1890) | Felix Roy (Stuttgarter RG von 1899) | Sebastian Wenzel (RV Waldsee 1900) |
| Doppelzweier           | RC Hamm von 1890 Thilo Bialaschik Niklas Kell | RV Ems-Jade-Weser Maiko Benedikt Remmers Immo Ihnen | Bremerhavener RV von 1889 Joos Lange Knud Lange |
| Zweier ohne Steuermann | Duisburger RV Kai Wessel Sven Wessel | ETuF Essen Michael Reckzeh Markus Reckzeh | Osnabrücker RV Lutz Ackermann Andreas Tönnies |
| Doppelvierer           | RV Ems-Jade-Weser Jann Schürmann Dirk Fleßner Maiko Benedikt Remmers Immo Ihnen                                                                                      | RV Weser Hameln Roelof Bakker Nils Hawranke Fabian Schönhütte Jan Jedamski                                                                                                | RG Ghibellinia Waiblingen Andreas Schwab Max Hess Jan Widmann Jürgen Schmid                                                                           |
| Vierer mit Steuermann  | Crefelder RC 1883 Lars Henning Dirk Marterer Thorsten Hütz Matthias Simons Jaqueline Jozwiak (Stf.)                                                                  | Osnabrücker RV Stefan Schröder Andreas Schierke Christian Vennemann Hendrik Onnenga Albert Kowert (Stm.)                                                                  | Der Hamburger und Germania RC Kay Rückbrodt Ole Rückbrodt Andreas Clausen Richard Nagel Torben Wiechens (Stm.)                                        |
| Achter                 | Crefelder RC 1883 Moritz Koch Dirk Marterer Leonhard Zerni Andreas Baloghy Alexander Thierfelder Lars Henning Thorsten Hütz Matthias Simons Jaqueline Jozwiak (Stf.) | Der Hamburger und Germania RC Lasse Antczak Darg Ingber Kay Rückbrodt Thorsten Pieper Andreas Clausen Ole Rückbrodt Martin Rückbrodt Richard Nagel Torben Wiechens (Stm.) | RV Münster von 1882 Stephan Mlecko Peter Seedorf Franz Winulf Baade Anders Sass Jan Sauer Niclas Crone Henrik Stange Marc Rossmeier Ada Stange (Stf.) |

### Frauen
| Bootsklasse  | Gold | Silber | Bronze |
| ------------ | --- | --- | --- |
| Einer        | Katharina Weingart (RV Saarbrücken) | Mareike Adams (ETuF Essen) | Sandra Schnitzer (Ludwigshafener RV von 1878) |
| Doppelzweier | RV Esslingen Christine Kalkschmid Sandra Luptowitsch | Ludwigshafener RV von 1878 Leonie Scheuermann Evelyn Siegert | RV Saarbrücken Katharina Weingart Lenka Wech |
| Doppelvierer | Ludwigshafener RV von 1878 Alessa Boschert Lea Kuhnen Evelyn Siegert Sandra Schnitzer                                                                                     | RV Ingelheim 1920 Antonia Hengst Lisa Mohr Stephanie Hang Jessica Beer | Crefelder RC 1883 Theresa Hülsmann Johanna te Neues Melanie Staelberg Lisa Schmidla                                                                               |
| Achter       | Crefelder RC 1883 Mona Benger Johanna Davids Johanna te Neues Theresa Lomertin Theresa Hülsmann Franziska Horbach Manuela Staelberg Melanie Staelberg Tjarde Melka (Stf.) | Essen-Werdener RC von 1896 Nele Rost Hannah Bornschein Kerstin Schröder Verena Förster Cathrin Crämer Miriam Winzen Navina Passmann Ronja Schütte Katharina Jahnke (Stf.) | RG Hansa Hamburg Anja Fölsch Anne Hutmacher Sina Ingber Juliane Möcklinghoff Britta Tetzlaff Yvonne Weckesser Nora Wehrhahn Kathrein Schulze Tim Ole Naske (Stm.) |

### Mixed
| Bootsklasse  | Gold                                                                                  | Silber                                                                         | Bronze                                                                  |
| ------------ | ------------------------------------------------------------------------------------- | ------------------------------------------------------------------------------ | ----------------------------------------------------------------------- |
| Doppelvierer | RV Esslingen Christine Kalkschmid Sandra Luptowitsch Kai Luptowitsch Jens Maschkiwitz | RG Ghibellinia Waiblingen Andreas Schwab Max Hess Annika Sauter Franziska Heck | RV Weser Hameln Merle Wessel Nora Wessel Fabian Schönhütte Jan Jedamski |